# Група зграда које чине недељиву целину у Нишу
Група зграда које чине недељиву целину јесте група објеката који се налазе у Нишу. Представљају непокретно културно добро као споменик културе Србије.

## Опште информације
Између Првог и Другог светског рата Обреновићева улица се брзо развијала: градиле су се палате, кафане, занатске радње европског изгледа. На самом улазу у Обреновићеву улицу у Нишу, са десне стране, стављене су под заштиту државе две зграде у духу модерне: некадашња палата Нисим и низ зграда над којом је данашњи тржни центар Горча. 
Палата Нисим коју су изградили браћа Нисим (трговци из Ниша) имала је приземље у коме су биле смештене продајне просторије док су спратови били намењени за становање. Објекат је изграђен почетком 20. века у духу модерне а њен пројектант био је Јосиф Албала. Ова троспратна зграда својим волуменом истиче намену објекта и унутрашњу организацију простора. Плитке фасадне каналуре постављене су између прозорских отвора, на тај начин, заједно са игром првог и другог плана фасадних равни, заобљеним угловима тераса и треће етаже визуално се смањује масивност и непробојност објекта у тада већ популарној употреби бетона. Низ зграда, које данас надвисује тржни центар Горча, су богато украшене зграде сајџије Михајловића, чију је доградњу пројектовао архитекта Александар Буђевац. Низ ових зграда, с обзиром да су грађене по принципу куће у низу, међусобно раздваја денивелација у висини венца суседног низа. 
Зграде се састоје од приземља са високим порталима и спрата са ритмички постављеним прозорима (којима је наглашена хоризонталност као и симетричност објеката). Обрада фасаде је у духу класицизма са елементима сецесије, која је највише видљива на групи зграда са централном терасом од кованог гвожђа са биљним орнаментима. Прозори су наглашени имитацијама декоративних стубића на бочним странама прозора и тимпанонима. У горњим етажама протежу се фризеви, кружни отвори са гравурама у металу. Пиластри са капителима чине следећи низ декоративних елемената на фасади који својом ритмичношћу дају строгост целој композицији и могућност надовезивања са суседним низом (у коме преовладавају јасне форме са прочишћеним и поједностављеним елементима на фасади) у једну нераздвојиву целину.
Уписане су у регистар Завода за заштиту споменика културе Ниш 1983. године.